# L'Allemagne d'abord

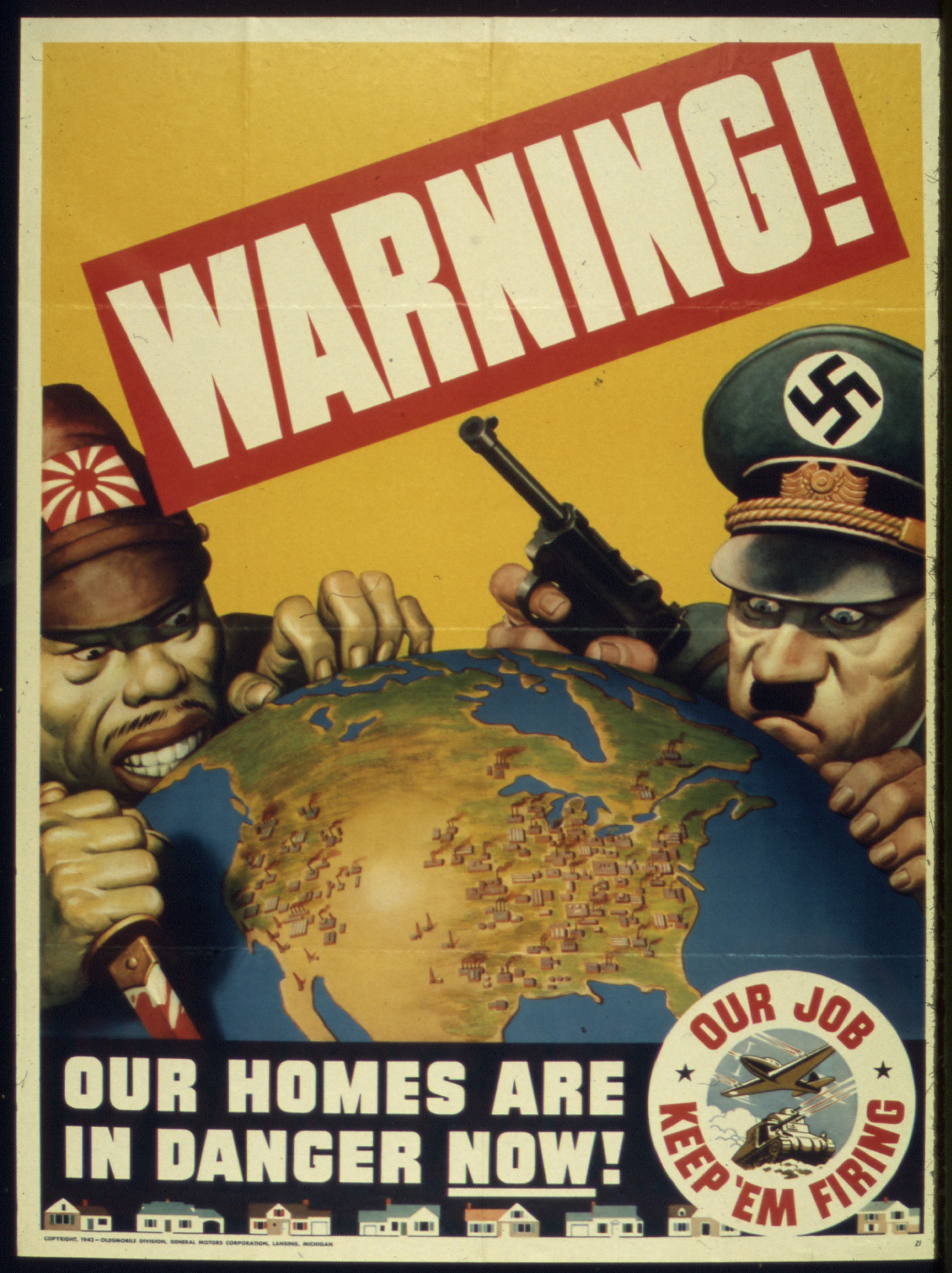
Affiche de propagande américaine émise par le War Production Board.

L'Allemagne d’abord, aussi connu comme L'Europe d’abord, fut l’élément clé de la stratégie globale mise en œuvre par les États-Unis et le Royaume-Uni durant la Seconde Guerre mondiale. Selon cette politique, les États-Unis et le Royaume-Uni utiliseraient leurs forces et leurs ressources pour vaincre l’Allemagne nazie en Europe d’abord. Ils tiendraient en respect le Japon dans le Pacifique, en utilisant moins de ressources. Après la défaite de l’Allemagne, considérée comme la plus grande menace pour le Royaume-Uni, toutes les forces alliées pourraient être concentrées contre le Japon.

## Historique

### Royaume-Uni

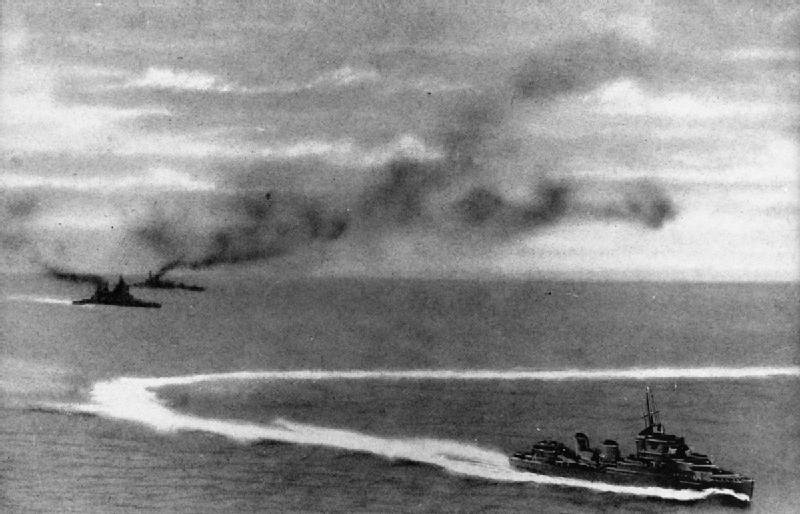
La perte du cuirassé, fine fleur de la Royal Navy, avait été un crève-cœur pour Churchill et la population britannique. Il fut coulé avec le Repulse le 10 décembre 1941. Sans l'aide américaine, les Japonais avaient le champ libre pour progresser en Birmanie, vers l'Empire des Indes ou l'Australie. Cette situation amenait la diplomatie anglaise à privilégier la préservation de son Empire colonial.

L'Allemagne était la principale menace du Royaume-Uni, qui s'intensifia après la bataille de France, qui avait vu l'Allemagne envahir l'ensemble des pays alliés en Europe occidentale, laissant seul le Royaume-Uni. L'invasion projetée du Royaume-Uni par l'Allemagne (opération Seelöwe), fut évitée en raison de l'incapacité de l'Allemagne à acquérir la supériorité aérienne lors de la bataille d'Angleterre. L'Amérique, dans les accords ABC-1 (en) avec les Britanniques, avait adopté la stratégie globale de « s'occuper d'abord de l'Allemagne » (« Germany First »). Si les États-Unis s'étaient détournés de leur objectif principal en Europe pour le Pacifique et le Japon, Hitler aurait pu écraser à la fois l'Union soviétique et la Grande-Bretagne, et ensuite constituer une forteresse invincible en Europe[réf. nécessaire].
La plupart des avions basés dans les colonies britanniques étaient obsolètes, les avions de conception moderne tels que le Supermarine Spitfire étaient absolument nécessaires pour la défense du territoire de la Grande-Bretagne. En conséquence, les Britanniques n'avaient pas les ressources pour obtenir la supériorité aérienne en Extrême-Orient. Il n'y avait pas de réelle volonté d'augmenter les défenses anti-aériennes car les Alliés sous-estimaient les performances des avions japonais tels que le Mitsubishi A6M Zero.
Le First Sea Lord, Sir Dudley Pound avait initialement décidé qu'aucun bâtiment d'importance ne pouvait être détaché pour renforcer Singapour, car un trop grand nombre d'entre eux auraient dû être déployés en Extrême-Orient pour contrer la marine japonaise, laissant un nombre insuffisant en Europe. Ce déficit aurait dû être comblé par le déploiement, par les États-Unis, de la plupart de ses cuirassés dans l'Atlantique.
À l'encontre de la planification de l'Amirauté, le Premier ministre britannique Winston Churchill exhorta au renforcement de Singapour dans le cadre de la stratégie de Singapour planifiée avant-guerre, après que plusieurs succès britanniques navals aient été enregistrés en 1941 dont notamment le torpillage du cuirassé allemand Bismarck, qui mit fin à la menace de navires de surface lourds allemands contre les convois de l'Atlantique, et des batailles de Tarente et du Cap Matapan, qui donnèrent aux Alliés un avantage déterminant sur la Marine italienne sur le théâtre méditerranéen. Le compromis d'envoyer deux navires majeurs et un porte-avions fut fait, mais le Prince of Wales et le Repulse ont été coulés. Les stratèges savaient que la flottille britannique seule ne pouvait pas avoir beaucoup d'effet, et il fut toujours supposé qu'elle serait rejointe par les navires de la flotte américaine du Pacifique, qui comprenait huit cuirassés à Pearl Harbor.

### États-Unis
Lorsque le Japon attaqua les États-Unis, le Royaume-Uni se battait déjà, en Europe, depuis plus de deux ans, et avait peu de ressources disponibles pour protéger ses lointaines colonies.
Quand l'Allemagne déclara la guerre aux États-Unis le 11 décembre 1941, ces derniers durent prendre une décision sur la façon de répartir les ressources entre ces deux théâtres de guerre distincts.
D'une part, le Japon avait attaqué les États-Unis sur son territoire à Pearl Harbor, et la marine japonaise faisait peser une menace sur le territoire américain ce que l'Allemagne, avec une flotte de surface limitée, n'était pas en mesure de faire. D'autre part, l'Allemagne était considéré par tous comme la menace la plus forte et la plus dangereuse pour l'Europe parce que seules la Grande-Bretagne et l'Union soviétique étaient restées non totalement occupées par l'Allemagne nazie. Mais la proximité géographique de l'Allemagne avec ces deux pays constituait une grande menace pour leur survie.
Avant l'attaque de Pearl Harbor, les planificateurs américains prévoyaient la possibilité d'une guerre sur deux fronts. Le chef des opérations navales Harold Rainsford Stark, auteur du mémo Plan Dog, qui préconisait dans une de ses options de se concentrer sur la victoire en Europe, tout en restant sur la défensive dans le Pacifique. Ce mémo jeta les bases de la doctrine L'Europe d'abord.

## Accord
Peu après la déclaration de guerre, les États-Unis et le Royaume-Uni se mirent d'accord à la conférence Arcadia sur la stratégie globale « L'Europe d'abord », et les États-Unis s'engagèrent à envoyer leur armée et leurs forces aériennes pour combattre l'Allemagne en Europe et en Afrique dès que ces forces seraient prêtes. La campagne contre le Japon serait axée sur l'arrêt de l'expansion japonaise jusqu'à ce que la guerre avec l'Allemagne soit achevée, puis toute la puissance du Royaume-Uni, des États-Unis, et éventuellement de l'Union soviétique se retournerait contre le Japon. Cette stratégie se concentrerait sur ce qui était perçu comme l'élément le plus fort de l'Axe, et permettrait d'éviter une victoire allemande qui pourrait faire sortir le Royaume-Uni ou les Soviétiques de la guerre.

### Opposition
La stratégie « L'Europe d'abord » ne passait pas bien dans toutes les factions de l'armée américaine, créant un fossé entre la Marine et l'Armée. L'amiral Ernest King était un fervent partisan de « l'Europe d'abord », contrairement aux perceptions britanniques, mais son agressivité naturelle ne lui permettait pas de laisser des ressources inutilisées dans l'Atlantique qui pouvaient être utilisés dans le Pacifique, surtout qu'il doutait de quand, si jamais cela devait avoir lieu, les Britanniques consentiraient à une opération de traversée de la Manche. King se plaignait que le Pacifique méritait 30 % des ressources alliées, mais n'en recevait seulement que 15. En dépit de (ou peut-être en partie à cause) du fait que les deux hommes ne s'entendaient pas, l'influence combinée de King et du général Douglas MacArthur augmenta l'allocation des ressources pour la guerre du Pacifique.
Le général Hastings Ismay, chef d'état-major britannique dans une discussion avec Winston Churchill, décrit King comme :
« un dur à cuire et aussi raide qu'un piquet. Il est distant, presque au point de l'impolitesse. Au début, il était intolérant et suspicieux de toutes choses britanniques, notamment de la Royal Navy, mais il était presque aussi intolérant et méfiant envers l'armée de terre américaine. La guerre contre le Japon était le problème auquel il avait consacré l'étude d'une vie, et il n'aimait pas l'idée d'allouer des ressources américaines à d'autres fins que de détruire les Japonais. Il se méfiait des capacités de plaidoyer de Churchill, et craignait qu'il ne pousse le président Roosevelt à négliger la guerre dans le Pacifique. »
Lors de la conférence de Casablanca, King fut accusé par le field Marshal Sir Alan Brooke de favoriser la guerre du Pacifique, et l'argument porta. Le combatif général Joseph Stilwell écrit: « … Brooke est devenu méchant, et King irrité. King a presque grimpé sur la table pour sauter sur Brooke. Il était devenu fou. Il voulait le cogner».

## Conséquences

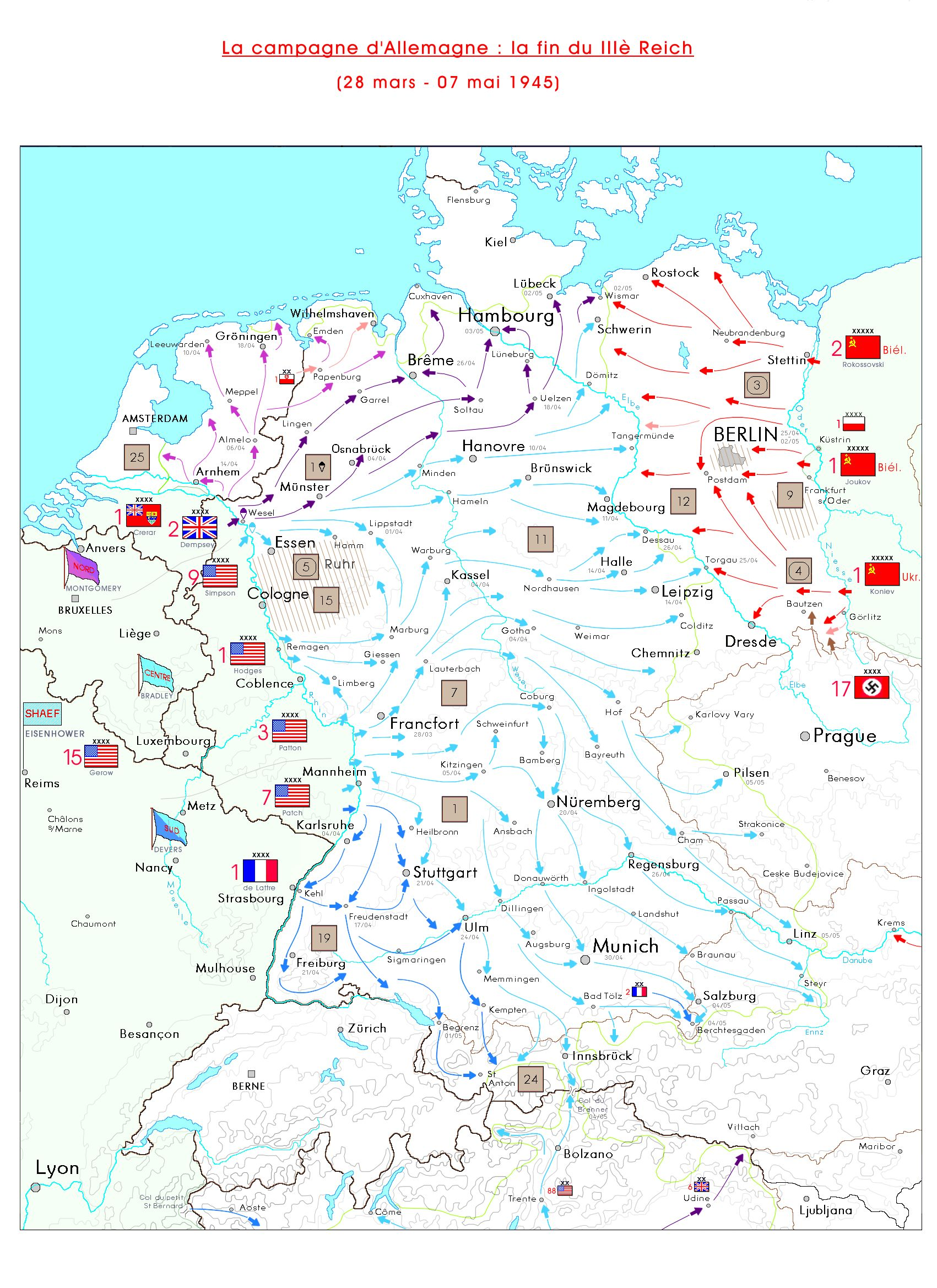
Théâtre des opérations en Europe centrale, du 28 mars au 7 mai 1945 durant la campagne d'Allemagne.

Initialement, quelques nouvelles ressources furent affectées à l'Extrême-Orient après Pearl Harbor et la chute de Singapour.  Les forces japonaises restèrent invaincues pendant six mois après Pearl Harbor et conquirent l'Asie du Sud et plusieurs îles du Pacifique, menaçant l'Australie. Les Alliés furent largement pris au dépourvu par la rapide expansion japonaise. Les croiseurs et destroyers alliés présents en Extrême-Orient étant anéantis à la bataille de la mer de Java. Les Britanniques se retirèrent de l'océan Indien à cause de forces ennemies supérieures, notamment en porte-avions.
Libéré du Pacifique et de ses responsabilités vis-à-vis de ses alliés, de nombreux navires capitaux de la Royal Navy furent ensuite affectés en Méditerranée et dans l'Arctique.
L'Union soviétique porta presque entièrement son effort sur le front de l'Est, repoussant l'invasion allemande puis conquérant les pays de l'Est de l'Europe, pour finir en Allemagne. Les Soviétiques n'acceptèrent qu'à l'approche de la fin de la guerre d'envahir les possessions japonaises en Chine et le Mandchoukouo.
La défaite décisive du Japon face aux États-Unis lors de la bataille de Midway, impliquant la perte de quatre porte-avions japonais et un nombre important d'équipages formés, mit à mal sa capacité offensive et mit fin aux plans d'expansion vers l'Est. Néanmoins, les Japonais continuérent leurs mouvements d'invasion dans le Pacifique Sud.
Jusqu'à ce moment-là, les Alliés avaient été sur la défensive dans le Pacifique. King préconisa (avec le consentement tacite de Roosevelt) l'invasion de Guadalcanal. Alors que le général Marshall était opposé à ce plan d'action (alors qu'il devait commander l'opération), King déclara que la marine (et les Marines) mènerait l'opération seuls, et chargea l'amiral Chester Nimitz de procéder à la planification préliminaire. King eut finalement gain de cause, et l'invasion (réussie) fut lancée avec le soutien du Joint Chiefs of Staff. Non seulement c'était la première fois que les Japonais perdaient du terrain depuis le début de la guerre, mais cet élan plaça les Alliés dans une configuration offensive. Les historiens australiens de la guerre tiennent l'amiral King en haute estime pour son attention portée au théâtre du Pacifique.
Contrairement aux Britanniques et Soviétiques, les États-Unis étaient disposés à conduire une guerre offensive dans le Pacifique et sur les fronts européens, sans détourner des ressources d'un théâtre au profit de l'autre. La plupart des porte-avions, cuirassés, et croiseurs américains furent déployés contre le Japon. La flotte de surface de l'Allemagne était petite si bien que les navires d'escorte utilisés dans la bataille de l'Atlantique étaient pour la plupart des destroyers et des escortes de destroyers pour contrer la menace des U-Boote. La guerre du Pacifique pouvait être poursuivie avec succès par des troupes terrestres bien placées, généralement des Marines, mais ce fut aussi parce que le général de l'armée de terre américaine George C. Marshall résista à l'envoi de troupes dans le Pacifique, en laissant des opérations comme Guadalcanal entièrement à la charge de la Marine et des Marines. Les anciens cuirassés de second ordre restèrent en Atlantique, fournissant un bombardement de soutien pour le débarquement menés par les armées de terre britannique, canadienne et américaine.
À la fin de 1942, les États-Unis avaient subi de lourdes pertes (porte-avions et croiseurs) dans le Pacifique – de même que la marine japonaise – à la suite des batailles de la mer de Corail, de Midway, et les campagnes prolongées d'usure autour de Guadalcanal et des îles Salomons. Néanmoins, le théâtre du Pacifique était loin d'être négligé, les programmes de construction navale furent accélérés après Pearl Harbor, destinés non seulement à remplacer les pertes du début de la guerre, mais aussi à donner aux États-Unis un avantage matériel insurmontable. Les nouveaux navires étaient prêts à partir du début de 1943, en particulier les nombreux porte-avions de la classe Essex. Il y avait quelques compromis que la Marine américaine avait été forcée de faire, le seul notable fut l'annulation des cuirassés de la classe Montana, ces navires ayant perdu l'importance qu'ils avaient eu avant-guerre, pour libérer de la capacité dans les chantiers navals pour construire des porte-avions, les navires amphibies et de lutte anti-sous-marine considérés comme plus urgents et indispensables.
La capitulation de l'Italie en 1943 permit le transfert de certains porte-avions et cuirassés alliés vers l'océan Indien, où ils pouvaient lancer des frappes contre les possessions japonaises conquises en Asie du Sud. Toutefois, la Royal Navy dut garder la plupart de ses unités principales sur le théâtre européen afin de maintenir une forte présence dans l'Arctique, contrainte par la menace que faisait peser le dernier bâtiment majeur de l'Allemagne nazie, le cuirassé Tirpitz. Après une série de sorties en 1944, et le naufrage du cuirassé allemand en novembre, les Britanniques furent en mesure de transférer des porte-avions et des cuirassés dans le Pacifique.
Au moment où l'Allemagne était vaincue, les Alliés avaient libéré la Birmanie, les Philippines, et un chapelet d'îles menant aux îles japonaises, dont Iwo Jima et Okinawa. Les États-Unis commencèrent une réaffectation massive de troupes de l'armée de terre vers le Pacifique pour se préparer à l'invasion du Japon, connue sous le nom d'opération Downfall, mais lors de sa préparation, le Japon capitula à la suite des bombardements atomiques de Hiroshima et Nagasaki et à l'invasion de la Chine et du Mandchoukouo par les forces soviétiques.

### Implication britannique et du Commonwealth dans le Pacifique
La stratégie de « L'Europe d'abord » avait des implications politiques, car elle limitait l'emploi des forces britanniques et de l'Empire dans le Pacifique. Le gouvernement australien avait demandé l'aide militaire américaine en 1942, quand il fut confronté à la possibilité d'une invasion japonaise, et tandis que l'Australie apportait une contribution significative à la guerre du Pacifique, elle ne fut jamais un partenaire égal avec ses homologues américains dans les prises de décisions stratégiques. Alors que le général MacArthur avait plus d'Australiens que de forces américaines sous son commandement en 1942, il fut affirmé qu'il avait néanmoins décrété que toutes les victoires australiennes seraient signalées comme des « victoires Alliés », tandis que les victoires américaines seraient signalés comme américaines. Il y a l'idée largement répandue que, dès la mi-1943, MacArthur affecta les divisions de l'armée australienne sous son commandement à des actions difficiles et largement périphériques, tout en réservant les actions les plus prestigieuses pour les troupes américaines, créant une antipathie durable, envers MacArthur, en Australie,.
Il fut soutenu que la présence britannique agirait comme un contrepoids à la puissante et croissante présence des États-Unis dans le Pacifique, et que les Australiens auraient accueilli chaleureusement la flotte britannique du Pacifique quand elle avait établi sa base principale à Sydney. Cette mesure de Churchill fut forcée par les chefs d'état-major britanniques, non seulement pour rétablir la présence britannique dans la région, mais pour atténuer la perception, aux États-Unis, que les Britanniques ne faisaient rien pour aider à vaincre le Japon. Cependant, l'amiral Ernest King et le général George C. Marshall freinèrent constamment des opérations qui auraient pu aider l'agenda britannique dans la récupération ou le maintien d'une partie de ses possessions coloniales d'avant-guerre dans le Pacifique ou en Méditerranée orientale. King était inflexible sur le fait que les opérations navales contre le Japon restaient 100 % américaines, et résista furieusement à l'idée d'une présence navale britannique dans le Pacifique lors de la conférence Quadrant à la fin 1944, citant (entre autres choses) la difficulté d'approvisionnement des forces navales supplémentaires sur ce théâtre d'opération. Pour la même raison, le général Henry Arnold résistait à l'offre d'unités de la RAF dans le Pacifique. La position de Roosevelt cependant prévalut, ce qui permit aux forces de l'Empire britannique de se déployer dans le Pacifique.
Malgré les réserves de King, la flotte britannique du Pacifique s'acquitta de sa mission dans le Pacifique, car le pont d'envol blindé de ses porte-avions semblait bien résister aux attaques kamikazes japonaises. Les Britanniques avaient toutefois une force limitée engagée contre le Japon jusqu'aux derniers mois de la guerre.

## Analyse
Un résultat évident de la politique de « l'Europe d'abord » fut que les batailles sur le théâtre européen tendirent à être mises en œuvre comme des événements pré-planifiés. Avec moins de ressources, les commandants américains dans le Pacifique eurent tendance à lancer de beaucoup plus petites et innovantes opérations et furent contraints à être plus flexibles dans leur planification stratégique, afin d'épargner des vies. Par exemple, à la suite d'événements fortuits, les batailles de Leyte et d'Iwo Jima furent entreprises avec presque aucune planification stratégique.
Les différences entre les différents théâtres d'opération étaient également dues à leur nature ; comme le théâtre européen était essentiellement terrestre, le meilleur moyen pour battre l'Allemagne nazie était d'envahir le continent. Lorsque l'Allemagne capitula, Berlin avait été capturé, seuls la Norvège et le Danemark étaient restés aux mains de l'Axe. En revanche, pour vaincre le Japon impérial, une puissance navale largement disséminée à travers les îles dans le plus grand océan du monde, les îles principales devaient être prises (comme Leyte) pour couper les lignes d'approvisionnement et contourner les principales bases telles que Rabaul et les îles Truk ; un exemple de telles campagnes est l'opération Cartwheel. À la fin de la Seconde Guerre mondiale, les Japonais détenaient toujours la plupart de leurs possessions conquises en Chine et en Asie du Sud jusqu'à l'intervention soviétique.